# Misl
En general, se conoce con el nombre de Misl los estados soberanos de la Confederación sij, que existió durante el siglo XVIII en la región del Punyab , en el subcontinente indio , tras el colapso del Imperio mogol. Los Misl formaron una mancomunidad que fue descrita, por parte de Antoine Polier, como una «república aristocrática». Aunque los diferentes Misl disponían de un poder desigual, y cada uno de ellos intentaba expandir su territorio y acceder a los recursos a expensas de los demás, actuaban conjuntamente en relación con los otros estados. Celebraban reuniones bianuales entre ellos, siempre al Sarbat Khalsa de Amritsar.

## Historia
Con el objetivo de superar las persecuciones de Sha Jahan y otros dirigentes mogoles, algunos de los últimos gurús sijs establecieron unas fuerzas armadas para combatir el Imperio Mogol y ciertos señores de la guerra hindúes, en el marco de las primeras guerras entre mogoles y sikhs. Banda Singh Bahadur mantuvo la resistencia sij contra el Imperio mogol hasta que fue derrotado en la batalla de Gurdas Nangal. Durante bastantes años, los sij encontraban refugio en las junglas y en la cordillera Siwalik, hasta que finalmente se organizaron en guerrillas militares conocidos como jathas.

## Lista de Misls
| SN  | Nombre              | Clan fundador                                          | Capital                     | Líderes destacados                                                                         | Fuerza en cavallería regular (1780 | Territorio cerca del año 1759                                                                  | Área correspondiente actual |
| --- | ------------------- | ------------------------------------------------------ | --------------------------- | ------------------------------------------------------------------------------------------ | ---------------------------------- | ---------------------------------------------------------------------------------------------- | --- |
| 1.  | Misl de Phulkian    | Sidhu Jat                                              | Patiala Nabha Jind          | Phul Singh Sidhu, Ala Singh y Amar Singhu                                                  | 5000                               | Barnala, Bathinda, Sangrur                                                                     | Patiala, Nabha, Jind, Kaithal, Barnala, Bathinda, Sangrur |
| 2.  | Misl de Ahluwalia   | Kalal                                                  | Kapurthala                  | Jassa Singh Ahluwalia                                                                      | 10 000                             | Nurmahal, Talwandi, Phagwara, Kana Dhillon.                                                    | Distrito de Jalandhar, distrito de Kapurthala |
| 3.  | Misl de Bhangi      | Dhillon Jat                                            | Amritsar                    | Bhuma Singh Dhillon, Hari Singh Dhillon, Mai Bhago                                         | 10 000                             | Tarn Taran, Lahore                                                                             | Distrito de Tarn Taran, Lahore |
| 4.  | Misl de Kanheya     | Sandhu Jat                                             | Sohian                      | Jai Singh Sandhu                                                                           | 8000                               | Ajnala, Gurdaspur, Dera Baba Nanak, Kalanaur, Pathankot, Sujanpur, Hansi, Hisar                | Distrito de Gurdaspur, distrito de Pathankot, distrito d'Hisar                                                                                                   |
| 5.  | Misl de Ramgarhia   | Tarkhan                                                | Sri Hargobindpur            | Jassa Singh Ramgarhia, Jodh Singh Ramgarhia, Tara Singh Ramgarhia y Mangal Singh Ramgarhia | 5000                               | Batala, Mukerian, Ghoman, etc.                                                                 | Distrito d'Hoshiarpur, distrito de Gurdaspur |
| 6.  | Misl de Singhpuria  | Jat                                                    | Jalandhar                   | Nawab Kapur Singh                                                                          | 5000                               | Singhpura, Amritsar, Sheikhupura etc.                                                          | Distrito de Amritsar, Distrito de Sheikhupura (Pakistán) |
| 7.  | Misl de Singh Krora | Jat                                                    | Shamchaurasi, Hariana, etc. | Karora Singh y Baghel Singh                                                                | 10 000                             | Distrito de Gurdaspur, Hoshiarpur, Hariana                                                     | Distrito de Gurdaspur, Distrito de Hoshiarpur |
| 8.  | Misl de Nishanwalia | Shergill Jat y, posteriormenet, liderado por Hayer Jat | Ambala, Shahbad Markanda    | Dasaundha Singh                                                                            | 2000                               | Shahbad Markanda, Ambala, Ropar y Sri Anandpur Sahib                                           | Distrito de Ambala, Distrito de Ropar, àrea actual de Chandigarh, Distrito de Yamuna Nagar, Shahbad Markanda y Ismailabad (en el actual distrito de Kurukshetra) |
| 9.  | Misl de Sukerchakia | Rajput                                                 | Gujranwala                  | Maharajá Ranjit Singh y Duleep Singh                                                       | 15 000                             | Qila Didar Singh, Qila Mihan Singh, Qila Sura Singh, Ferozewala, Eminabad, Kalaske, Mogalchak. | |
| 10. | Misl de Dallewalia  | Rathore Rajput                                         | Rahon                       | Gulab Singh Rathore, Tara Singh, Man Singh,                                                | 9000                               | Ludhiana district, Jalandhar district                                                          | Nakodar, Badala, Rahon, Phillaur, Ludhiana etc. |
| 11. | Misl de Nakai       | Sandhu Jat                                             | Chunian                     | Hira Singh Sandhu                                                                          | 7000                               | Baherwal, Khem Karan, Khudian, Gogera, Depalpur, Okara, Pakistan etc.                          | Distrito de Okara (Pakistán) |
| 12. | Misl de Shaheedan   | Sandhu Jat                                             | Shahzadpur                  | Baba Deep Singh                                                                            | 5000                               | Talwandi Sabo, Northern Ambala.                                                                | Distrito de Bathinda, distrito de Panchkula |

## Ejército

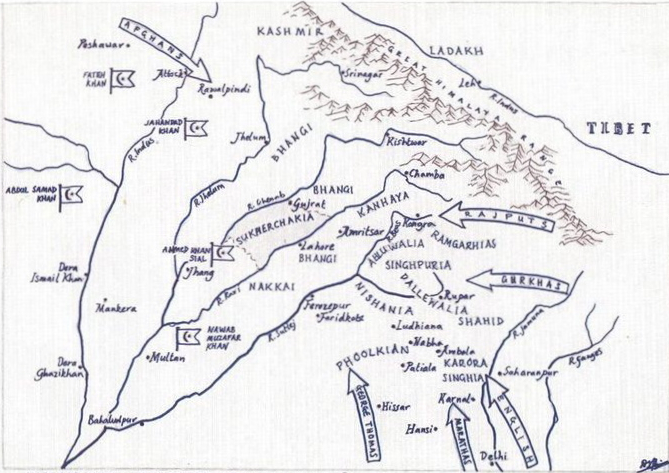

Cada Misl se componía de soldados, la lealtad de los cuales se encontraba en el líder del propio Misl. Un Mysl podía está compuesto desde un centenar de hombres hasta decenas de miles de soldados. Cada soldado era libre de unirse a cualquier Misl según su elección, además de ser libre de cancelar su pertenencia al Misl en el que estaba sirviendo y podía, si así lo deseaba unirse a otro. Los varones podían permitir a sus ejércitos combinar o coordinar sus defensas conjuntamente contra una fuerza hostil si así lo exigía el Comandante Supremo Misldar. Estas órdenes únicamente se emitían bajo condiciones militares que afectaran a toda la comunidad sij, las cuales, normalmente, estaban relacionadas con la defensa contra amenazas externas, como por ejemplo los ataques del ejército afgano. El botín de los combates los dividían los Misl entre los individuos según el servicio que habían prestado, mediante un sistema basado en el sistema Sardar.
La Confederación Sikh es una descripción de la estructura política, de cómo todos los Reinos de interactuaron políticamente entre sí en Punjab. Aunque los misls variaban en fuerza, el uso de la caballería principalmente liviana con una caballería pesada de menor cantidad, era uniforme en todas las misiones de los Sikh. Se requirió que los caballeros en un misl suministraran sus propios caballos y equipo. Un soldado de caballería estándar estaba armado con una lanza, un mosquete con llave de mecha y una cimitarra. La forma en que los ejércitos de los soldados sikh recibían el pago variaba con el liderazgo de cada misl. Uno de los sistemas de pago más frecuentes fue el sistema «Fasalandari»; los soldados recibirían el pago cada seis meses al final de la cosecha.

### Táctica de caballería
Fauja Singh considera que los mils de sikh eran ejércitos de guerrillas, aunque señala que los grupos sikh generalmente se componían un mayor número y también tenían más de piezas de artillería que un ejército de guerrillas. Los misls eran principalmente ejércitos basados en la caballería y empleaban menos artillería que los ejércitos mogales o Maratta. Los misls adaptaron sus tácticas a su fuerza de caballería y la debilidad en artillería evitando batallas campales; organizaron sus ejércitos alrededor de cuerpos de jinetes y sus unidades lucharon batallas en una serie de escaramuzas, una táctica que les dio una ventaja sobre la lucha de batallas campales. Cuerpos de caballería atacaban una posición, retrocedían, cargaban sus mosquetes y volvían al ataque nuevamente. Las tácticas empleadas por los ejércitos de campo incluyen flanquear a un enemigo, obstruir los pasos del río, aislar a una unidad de sus suministros, interceptar mensajeros, atacar a unidades aisladas como grupos de forrajeo, emplear tácticas de golpear y huir, invadir campos y atacar grupos de equipajes. Para luchar contra grandes ejércitos, los misls evacuarían completamente las áreas frente a la ruta de marcha del enemigo, pero seguirían en la retaguardia de la oposición y reconquistarían las áreas que el enemigo acababa de capturar, engañaba a los agentes del enemigo con retribución y barría el campo en el despertar de la retirada del enemigo.
Running Skirmish era una táctica única para los soldados de caballería sikh, que era notable por su eficacia y el alto grado de habilidad requerida para ejecutarla.George Thomas y George Forster, escritores contemporáneos que lo presenciaron describieron su uso por separado en sus relatos de los militares de los sikhs. George Forster señaló: "Un grupo de cuarenta a cincuenta avanza a paso rápido a una distancia de carabina disparada por el enemigo y luego, para que el fuego se pueda dar con la mayor certeza, los caballos se preparan y se descargan sus piezas, cuando se retiran rápidamente, a unos 100 pasos, cargan y repiten el mismo modo para irritar al enemigo. Sus caballos han sido entrenados tan expertamente para la realización de esta operación que al recibir un golpe de mano, se detienen desde un galope completo".

### Batallas libradas por los Sikh
- Batalla de Rohilla
- Batalla de Kartarpur
- Batalla de Amritsar (1634)
- Batalla del infierno
- Batalla de Bhangani
- Batalla de Nadaun
- Batalla de Basoli
- Primera batalla de Anandpur
- Batalla de Nirmohgarh (1702)
- Segunda Batalla de Anandpur
- Segunda batalla de Chamkaur (1704)
- Batalla de Muktsar
- Batalla de Sonepat
- Batalla de Ambala
- Batalla de Samaná
- Batalla de Chappar Chiri
- Batalla de Sadhaura
- Batalla de Rahon (1710)
- Batalla de Lohgarh
- Batalla de Jammu
- Expedición Kapuri
- Batalla de Jalalabad (1710)
- Asedio de Gurdaspur o Batalla de Gurdas Nangal
- Asedio de Ram Rauni
- Batalla de Lahore (1759)
- Batalla de Sialkot (1761)
- Batalla de Gujranwala (1761)
- Ocupación sij de Lahore [28]
- Holocausto sij de 1762 o batalla de Kup
- Batalla de Harnaulgarh
- Escaramuza de Amritsar (1762)
- Batalla de Sialkot (1763)
- Batalla de Sirhind (1764)
- Rescate de muchachas hindúes (1769)
- Ocupación sij de Delhi (1783)
- Batalla de Amritsar (1797)
- Guerra Gurkha-Sikh
- Batalla de Attock
- Batalla de Multan
- Batalla de Shopian
- Batalla de Peshawar (1834)
- Batalla de Jamrud
- Batalla de Mudki
- Batalla de Ferozeshah
- Batalla de Baddowal
- Batalla de Aliwal
- Batalla de Sobraon
- Batalla de Chillianwala
- Batalla de Ramnagar
- Asedio de Multan
- Batalla de Gujrat

## Administración
Los sikh misls tenían cuatro clases diferentes de divisiones administrativas. Los patadari, misaldari, tabadari y jagirdari eran los diferentes sistemas de tenencia de la tierra utilizados por los misls, y las tierras otorgadas por el misl dejaban la responsabilidad de establecer la ley y el orden al propietario de la tierra. La tierra bajo la administración directa del jefe de la misión se conocía como el sardari y los sistemas tabadari y jagirdari usaban la tierra directamente dada por el jefe del sardari. Los sistemas patadari y misaldari formaron la base, mientras que las tierras tabadari y jagirdari únicamente se crearon después de grandes adquisiciones de tierras. El tipo de sistema que se utilizó en una zona dependía de la importancia del jefe sardar de la zona con el resto del misl.
El sistema Patadari afectó a los territorios recién anexionados y fue el método original utilizado por los misls en la administración de la tierra. El sistema patadari se basó en la cooperación de surkundas, el rango de un líder de un pequeño grupo de soldados de caballería. El jefe del misl tomaría su porción y dividiría las otras parcelas entre sus sardars (líderes) proporcionalmente al número de soldados de caballería que habían contribuido. Los sardars luego dividirían sus parcelas entre sus surkundas, y luego los surkundas subdividieron la tierra que recibieron entre sus soldados de caballería individuales. Los surkundas que recibían parcelas de tierra con asentamientos fueron obligados a fortificarlos, y establecer multas y leyes para sus  zamindaresry y ryots. Las parcelas de tierra en el sistema patadari no se podían vender, pero se podían dar a los parientes en una herencia. Los soldados que recibieron paquetes del sistema patadari mantuvieron sus tierras en completa libertad.
El sistema Misaldari se aplicaba a los sardars con un pequeño número de soldados de caballería, así como a cuerpos independientes de soldados de caballería que voluntariamente se unieron a un misl. Mantuvieron las tierras que tenían antes de unirse al misl como una asignación para su cooperación con el misl. Los líderes de estos grupos, llamados misaldars, podían transferir su lealtad y tierra a otro misl.
El sistema Tabadari se refería a la tierra bajo el control de tabadares de un misl. Los tabadares desempeñaron una función similar a los retenedores en Europa. Se les exigía que sirvieran de soldados de caballería al misl y estaban subordinados al líder del misl. Aunque los tabadares recibieron su tierra como recompensa, su propiedad estaba totalmente sujeta al líder del grupo.
El sistema Jagirdari usó la concesión de jagirs por el jefe del misl. Los pequeños territorios (jagirs), fueron entregados por el líder a las relaciones, dependientes y personas que «merecían bien». Los propietarios de los jagirs estaban subordinados al jefe del misl, ya que su propiedad estaba sujeta a sus necesidades. Al igual que los tabadares, los jagirdares estaban sujetos al servicio personal cuando el jefe lo solicitaba. Sin embargo, debido a que los jagirdares implicaban más tierra y ganancias, se les exigía usar el dinero generado por sus jagirs para equipar y montar una cuota de soldados de caballería dependiendo del tamaño de su territorio.

## Territorio

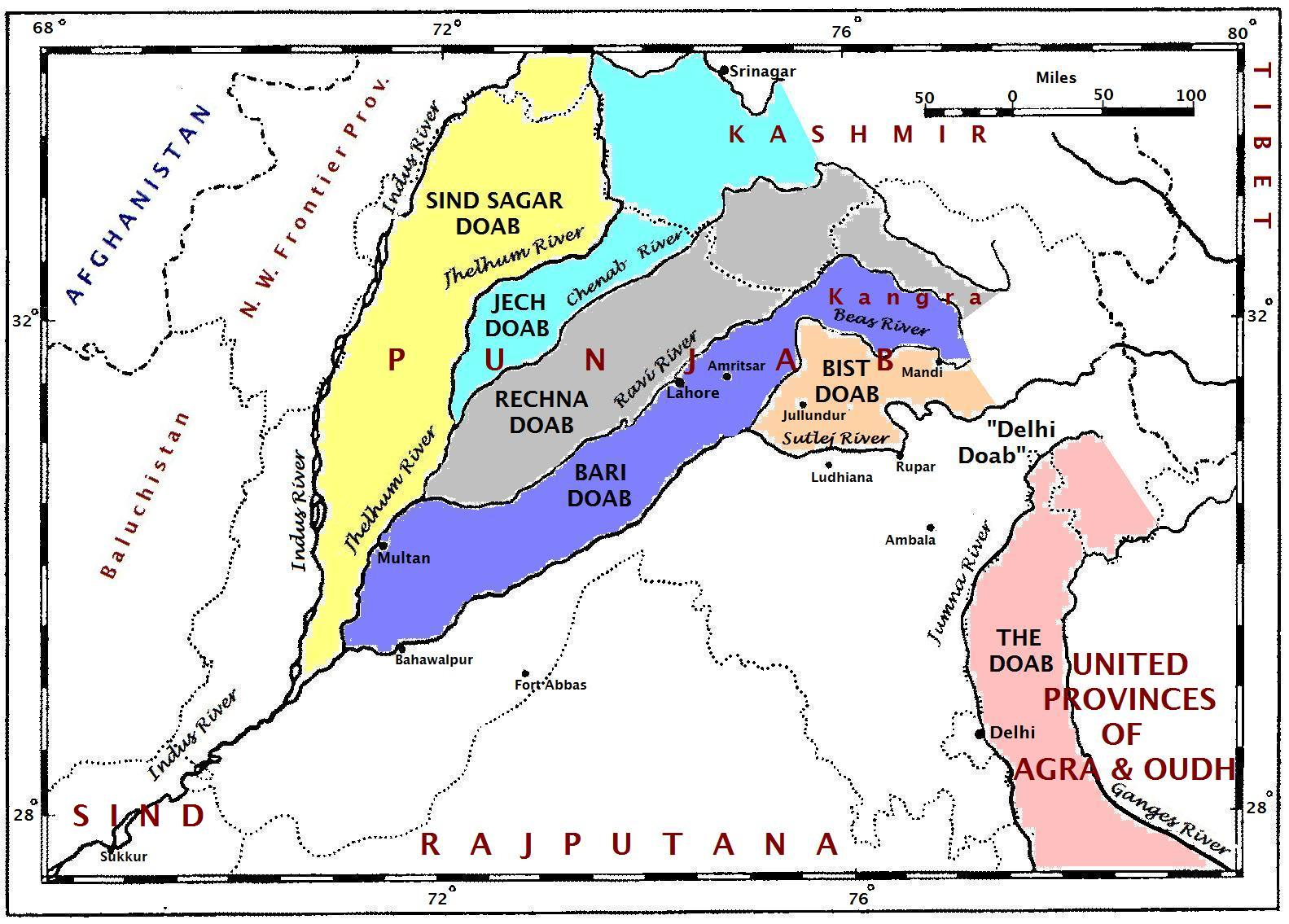
Un mapa de la región de Punjab que muestra los diferentes doabs. (Doab, territorio entre dos ríos)

Las dos principales divisiones en el territorio entre los misls se encontraban entre aquellos que estaban en la región de Malwa y los que estaban en la región de Majha. Mientras que once de los misls estaban al norte del río Sutlej, uno, el Phulkian Misl estaba al sur del Sutlej. Los sikhs al norte del río Sutlej eran conocidos como Majha Sikhs, mientras que los sijs que vivían al sur del río Sutlej eran conocidos como Malwa Sikhs. En los territorios más pequeños estuvieron los Dhanigeb Singhs en el Sind Sagar Doab, los Gujrat Singh en el Jech Doab, los Dharpi Singh en el Rechna Doab, y Doaba Singhs en Jalandhar Doab.

## Mujeres Sikh en asuntos de Estado

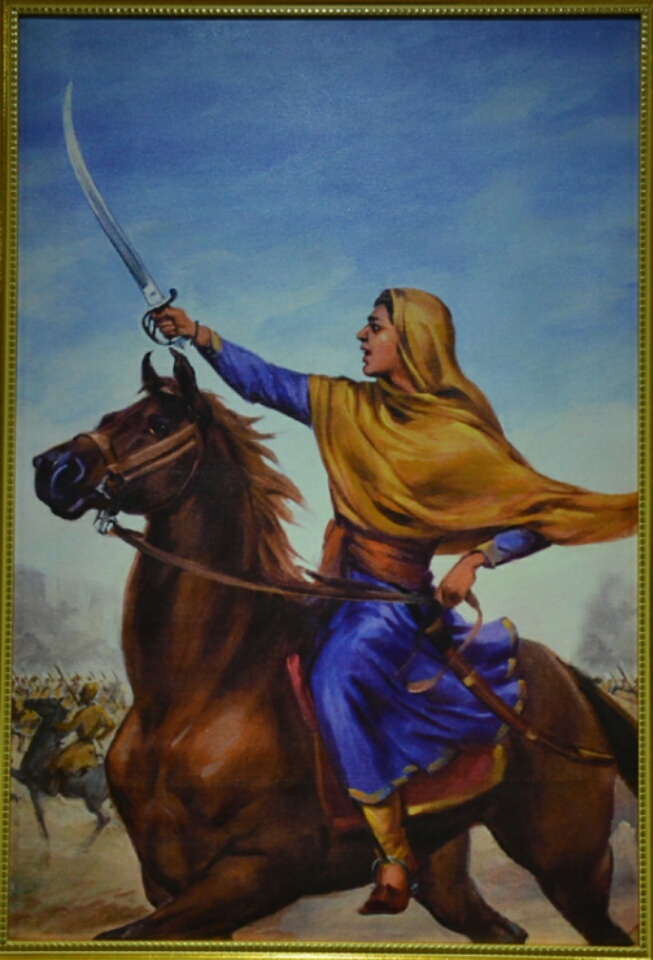
Sada Kaur en batalla.

- Mai Fateh Kaur (d.1773) de la dinastía Sikh de Patiala
- Mai Desan Kaur († 1778) de Sukerchakia Sikh Misl
- Bibi Rajinder Kaur (1739-1791) de la dinastía Sikh de  Patiala
- Mai Sukkhan Kaur (r.1802) de Bhangi Sikh Misl
- Mai Lakshmi Kaur de Bhangi Sikh Misl
- Raní Sada Kaur (1762-1832) de Kanhaiya Sikh Misl
- Bibi Rattan Kaur de Dallewalia Sikh Misl
- Bibi Sahib Kaur (1771-1801) de la dinastía Sikh de Patiala
- Maharaní Datar Kaur Sikh (nombre de soltera Raj Kaur de Nakai Misl) (d.1838)
- Raní Aus Kaur (1772-1821) de la dinastía Sikh de Patiala
- Maharaní Jind Kaur (1817-1863) del imperio sij
- Bibi Daya Kaur (?- 1823) de Nishanwalia Sikh Misl
- Raní Dasa Kaur de la dinastía Nabha Sikh
- Bibi Khem Kaur del Imperio Sikh
- Maharaní Chand Kaur (1802-1842) del imperio Sikh